# Laffaux
Laffaux es una comuna francesa situada en el departamento de Aisne, de la región de Alta Francia.

## Geografía
Está ubicada a 10 km al noreste de Soissons.

## Demografía
| 137 | 139 | 148 | 130 | 144 | 145 | 148 | 149 |
| Para los censos de 1962 a 1999 la población legal corresponde a la población sin duplicidades (Fuente: INSEE [Consultar]) |     |     |     |     |     |     |     |